# Model psychoakustyczny
Model psychoakustyczny – model matematyczny, mówiący, jakie informacje o dźwięku są rozpoznawalne przez ludzkie ucho, jakie natomiast nie są. Modele psychoakustyczne są podstawą między innymi kompresji dźwięku, algorytmów oceny jakości transmisji mowy, systemów automatycznie rozpoznających mowę oraz rozpoznających mówców.
Modele psychoakustyczne są szczególną grupą modeli układu słuchowego. W tej grupie wytyczne do modelowania pochodzą z pomiarów psychoakustycznych (odsłuchowych), w których słuchacze oceniają wrażenia wywołane różnymi sygnałami testowymi, prezentowanymi w określonym kontekście (np. czy słyszą ton sinusoidalny prezentowany na tle szumu). Model przetwarza sygnał w taki sposób, aby jego wyjście stanowiło predykcję ocen subiektywnych słuchaczy. Zjawiskami słuchowymi, najczęściej wykorzystywanymi przy opracowywaniu modeli psychoakustycznych, są: maskowanie dźwięków, percepcja wysokości dźwięków oraz dyskryminacja modulacji amplitudy.
Najprostszym faktem psychoakustycznym jest różna czułość ludzkiego ucha na dźwięki o różnych częstotliwościach (niektórych częstotliwości, np. bardzo wysokich lub bardzo niskich, nie słyszymy w ogóle). W odpowiednich warunkach odsłuchowych możliwe jest przeprowadzenie testu, pozwalającego na wyznaczenie charakterystyki czułości ucha ludzkiego na różne częstotliwości dźwięku oraz charakterystyk maskowania, które to elementy modelowania stanowią podstawę większości obecnych koderów, stosujących kompresję stratną.
Należy zauważyć, że nawet stosowanie tak prostych elementów, jak miara decybelowa, może być traktowane jako zastosowanie modelu psychoakustycznego (patrz prawo Webera). Innym przykładem może być stosowanie w miernikach poziomu ciśnienia akustycznego krzywych korekcyjnych A, B i C, modelujących percepcję dźwięków, a będących przybliżeniem krzywych jednakowej głośności.
Modele psychoakustyczne przewidują zwykle zakres słyszalności 20 Hz-20 kHz (dlatego właśnie większość współczesnych odtwarzaczy muzyki zapisanej cyfrowo ma takie pasmo przenoszenia) i maksymalną czułość w zakresie od 2 kHz do 4 kHz. Ponadto uwzględnia się maskowanie jednych dźwięków przez inne:
- maskowanie sąsiednich częstotliwości(maskowanie jednoczesne): ciche dźwięki o częstotliwościach zbliżonych do częstotliwości dźwięku głośnego nie są słyszalne;
- maskowanie dźwięków następujących (maskowanie pobodźcowe): głośny dźwięk potrafi zagłuszyć cichsze dźwięki następujące zaraz po nim;
- maskowanie dźwięków poprzedzających (maskowanie wsteczne): cichy dźwięk poprzedzający w krótkim czasie dźwięk głośny nie jest słyszalny – ta własność układu słuchowego jest szczególnie ciekawa, gdyż nie da się jej wyjaśnić na gruncie adaptacji krótkoterminowej układu słuchowego; równocześnie pokazuje ona, że układ słuchowy nosi pewne cechy układu nieprzyczynowego (problem nieprzyczynowości można rozwiązać, dopuszczając pewne opóźnienie w odbiorze bodźców dźwiękowych).